# حمد بن لعبون
حَمَدُ بْنُ لُعْبُون مؤرخ سعودي يعد من كبار المؤرخين النجديين.

## نسبه
حمد بن محمد بن ناصر بن عثمان بن لعبون بن ناصر بن حمد بن إبراهيم بن حسين بن مدلج الوائلي الحنبلي.

## ولادته ونشأته
ولد حمد في بلدة حرمة بسدير أحد الأقاليم الرئيسة لهضبة نجد في حوالي سنة 1182 هـ / 1768 م. وفيها ترعرع وتلقى تعليمه حتى بلغ أشده، ولما تمكّن سعود من عبدالعزيز بن محمد (الكبير) في سنة 1193 هـ / 1779 م من ضم هذه البلدة إلى وحدة البلاد وجعلها بيت للمال. خرج ابن لعبون منها مع عائلته ناحية القصب وبقي هناك حتى تزوج، ثم استوطن بعد ذلك منطقة ثادق حيث ولد محمد أول أبناءه، وأخيرًا استقر في عام 1238 هـ / 1823 م في التويم بمنطقة سدير النجدية واشتهر بنسبته إليها.

## مناصبه
تولى ابن لعبون أمر بيت المال في سدير لسعود الكبير وابنه عبد الله، كما اضطلع بشأن الإمامة والخطابة في جامع التويم.

## وفاته
انتقل حمد بن لعبون إلى التويم واستقر بها عام 1238 هـ الموافق 1822 م، وعدها بلده وفيها توفي عام 1260 هـ الموافق 1844 م على الأرجح، وذلك في عمر يقارب الثمانين عامًا.